# Вместе порознь
«Вместе порознь» (кит. упр. 团圆, пиньинь Tuányuán) — фильм китайского режиссёра Ван Цюаньаня. Премьера фильма состоялась на 60-м Берлинском кинофестивале, где «Вместе порознь» открывал конкурсную программу.

## Сюжет
В фильме рассказывается история воссоединения влюблённых, разбросанных на полвека гражданской войной. Парень оказался на Тайване, женился, стал вдовцом. Девушка осталась в Шанхае, вышла замуж за нелюбимого, но хорошего человека, вырастила детей. В новые времена власти разрешили встретиться людям, разлучёнными войной. Старик приезжает с Тайваня к своей возлюбленной, чтобы забрать её. После встречи им становится ясно, что они по-прежнему любят друг друга. Женщине необходимо сделать сложный выбор, либо она выбирает любовь, предавая человека, с которым прожила всю жизнь, либо она отказывается от собственного счастья. При этом второй муж особенно не сопротивляется, пуская ситуацию на самотёк.

## Награды
Фильм получил «Серебряного медведя» за лучший сценарий на 60-м Берлинском кинофестивале.